# GI Единорога
GI Единорога, Новая Единорога 1918 года — новая звезда, вспыхнувшая в созвездии Единорога в 1918 году. Была открыта Максом Вольфом на фотопластинке, полученной в Гейдельбергской обсерватории 4 февраля 1918 года. В момент открытия фотографическая звёздная величина объекта составляла 8.5, к этому времени новая уже прошла пик яркости. Поиск на фотопластинках Гарвардской обсерватории показали, что 1 января 1918 года объект имел видимую звёздную величину 5,4, поэтому звезда могла наблюдаться невооружённым глазом. К марту 1918 года объект потускнел до 9-10 звёздной величины. К ноябрю 1920 года звезда стала лишь немногим ярче 15 звёздной величины.
Единственное наблюдение GI Единорога до вспышки показало, что звезда обладала видимой звёздной величиной 15,1.
За 23 дня с момента пика GI Единорога ослабла на 3 звёздные величины, что является признаком "быстрой новой". Спустя длительное время после вспышки новой наблюдалось шесть небольших вспышек со средней амплитудой 0,9 звёздной величины, в период исследования звезды с 1991 года до 2000 года. Радиоизлучение наблюдалось на JVLA в полосе C (5 ГГц), X (8 ГГц) и K (23 ГГц).
Все новые являются двойными системами, в которых звезда-донор обращается вокруг белого карлика. Две звезды настолько близки друг к другу, что вещество перетекает со звезды-донора на белый карлик. Worpel и др. определили, что орбитальный период системы составляет приблизительно 4,33 часа, при этом также существует период в 48,6 минуты, который может представлять собой период вращения белого карлика. Наблюдения в рентгеновском диапазоне показали, что GI Единорога является немагнитной катаклизмической переменной звездой. Это означает, что вещество, падающее со звезды-донора, формирует аккреционный диск вокруг белого карлика, а не падает непосредственно на поверхность белого карлика. По оценкам звезда-донор передаёт в аккреционный диск около 3⋅10−9 массы Солнца вещества каждый год.
Поиск остатка сверхновой в оптическом диапазоне с использованием 3,9-метрового Англо-австралийского телескопа в штате Новый Южный Уэльс (Австралия) оказался безуспешным.